# Schwarzhalden
Schwarzhalden ist eine ehemalige Gemeinde bei Schluchsee ca. 500 m südlich der Talsperre Schluchsee östlich der B 500.
In der zweiten Hälfte des 17. Jahrhunderts war es Wohnstätte von Holzfällern, die das Holz für die zum Kloster St. Blasien gehörige Eisenschmelze in Gutenberg (gemeint ist offenbar die „Eisenbreche“ bei Blasiwald) schlugen.
1841 lebten in der schon 1911 offiziell aufgelösten Gemeinde noch rund 120 Menschen, 1940 gerade noch ein gutes Dutzend.